# ダウンマフラー

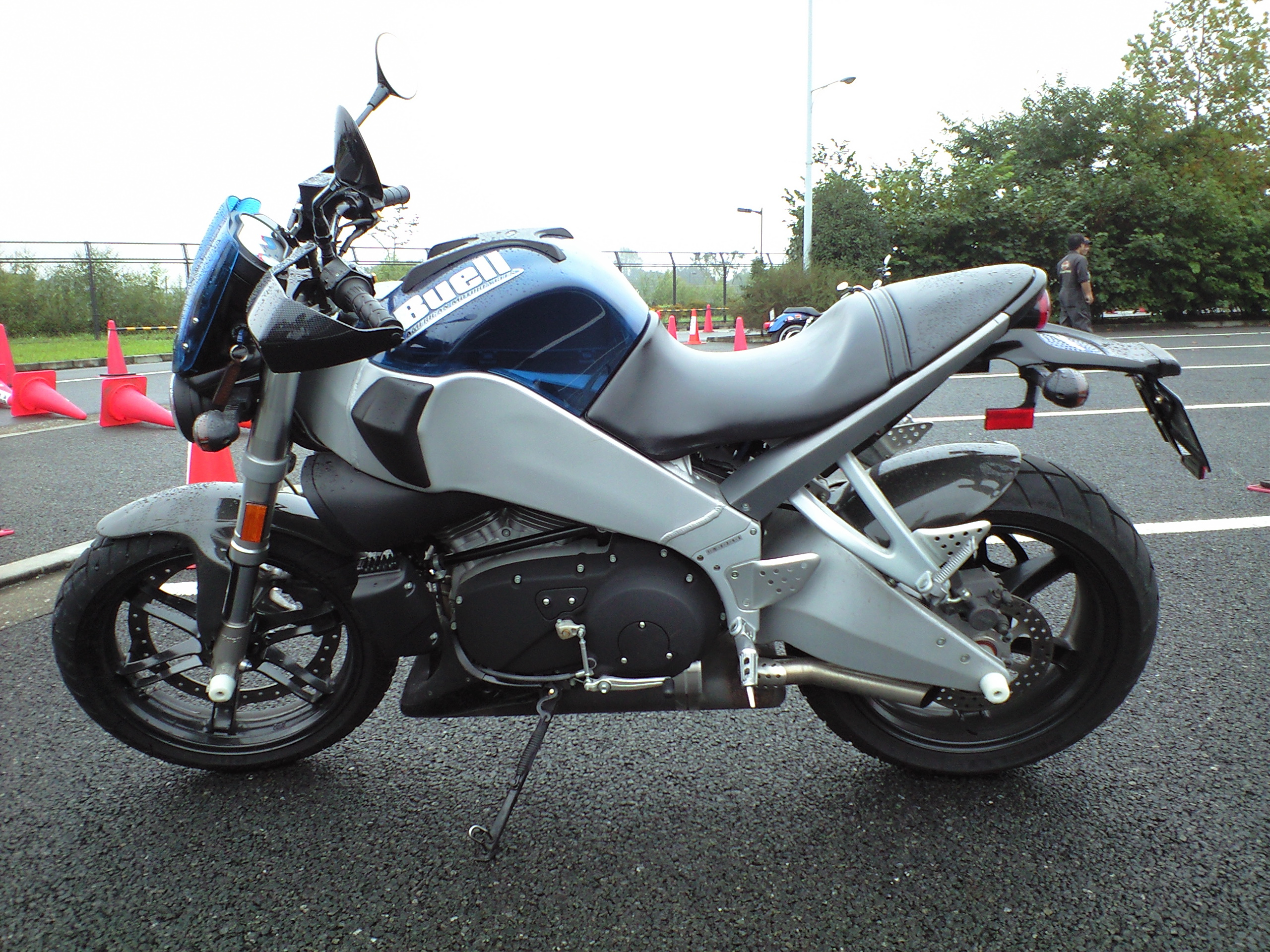
ダウンマフラー装着のビューエル。マフラー本体はエンジンの下で排気口は後輪スイングアームの下。

ダウンマフラー（英: down muffler）とはオートバイにおけるマフラー形状の1つで、配管がクランクケースやトランスミッションケースの下を通過する物を指す。

## 概要
ダウンマフラーは一般的なオートバイに古くから用いられている形式のマフラーで、オフロード向けのオートバイなどに用いられるアップマフラーに対比してこのように呼ばれる。アップマフラーがクランクケースやトランスミッションケースの上方を通過するのに対し、ダウンマフラーは下方を通過する。アップマフラーと比べると管長を短く屈曲を少なくできることから排気効率が高く、車体の重心を下げることができる一方、最低地上高が低くなり路面の起伏が大きい場合はマフラーが損傷を受けやすい。
ダウンマフラーには、スイングアーム基部付近から上方へ屈曲してマフラー出口が後輪より高い位置に配置された物や、ほとんど屈曲がなく出口が後輪軸より低い位置に配置される物もある。あるいは、スイングアーム基部付近にマフラー出口を設けて管長を短くしたマフラーもあり、ショートマフラーと呼ばれている。
純正ではアップマフラーが装備されているヤマハ・TWやホンダ・FTR、スズキ・バンバンなどの車種では、ストリートカスタムとしてアフターマーケットのダウンマフラーに付け替える改造が施される例もある。